# Alexander Kunz (Turner)
Alexander Kunz (* 11. Februar 2003) ist ein deutscher Turner. Bei den Deutschen Meisterschaften 2025 gewann er die Titel an den Ringen und Reck und wurde Vizemeister im Mehrkampf. Er startet für den Bundesligisten KTV Straubenhardt.

## Werdegang
Kunz trainiert seit seiner Kindheit beim TSV Pfuhl in Neu-Ulm. Bereits 2018, mit 15 Jahren, startete er für die erste Herrenmannschaft des damaligen Zweitligisten. 2019 gewann er mit dem Team Bayern den Deutschland-Pokal in der Altersklasse 15 bis 18 und zog damit in den Jugend-Nationalkader ein. Bei den deutschen Jugendmeisterschaften in Schwäbisch Gmünd 2020 wurde er in der Altersklasse 17/18 deutscher Meister an den Ringen und am Barren.
Bei den Deutschen Meisterschaften im Juni 2022 in Berlin errang Kunz den sechsten Platz in der Sprung-Disziplin. Bei den Deutschen Meisterschaften in Dresden 2025 gewann Kunz Gold an den Ringen und am Reck sowie die Bronzemedaille am Pauschenpferd. Im Mehrkampf gewann er Silber.
Mit dem TSV Pfuhl stieg er in der Saison 2021 in die erste Bundesliga auf. 2024 ging er für den TV Wetzgau an den Start. 2025 wechselte er zur KTV Straubenhardt.